# 4世纪
| 千纪： | 前1千纪 \| 1千纪 \| 2千纪                                                                                  |
| 世纪： | 1世纪 \| 2世纪 \| 3世纪 \| 4世纪 \| 5世纪 \| 6世纪 \| 7世纪                                                |
| 年代： | 300年代 \| 310年代 \| 320年代 \| 330年代 \| 340年代 \| 350年代 \| 360年代 \| 370年代 \| 380年代 \| 390年代 |

301年1月1日至400年12月31日的这一段期间被称为4世纪。

## 重要事件、发展与成就
- 科学技术

- 战争与政治
  - 301年，聖馬利諾建國。
  - 304年，十六國時期開始。
  - 307年，中国司马睿南迁建康。
  - 307年，圣才禄一世成为罗马主教。

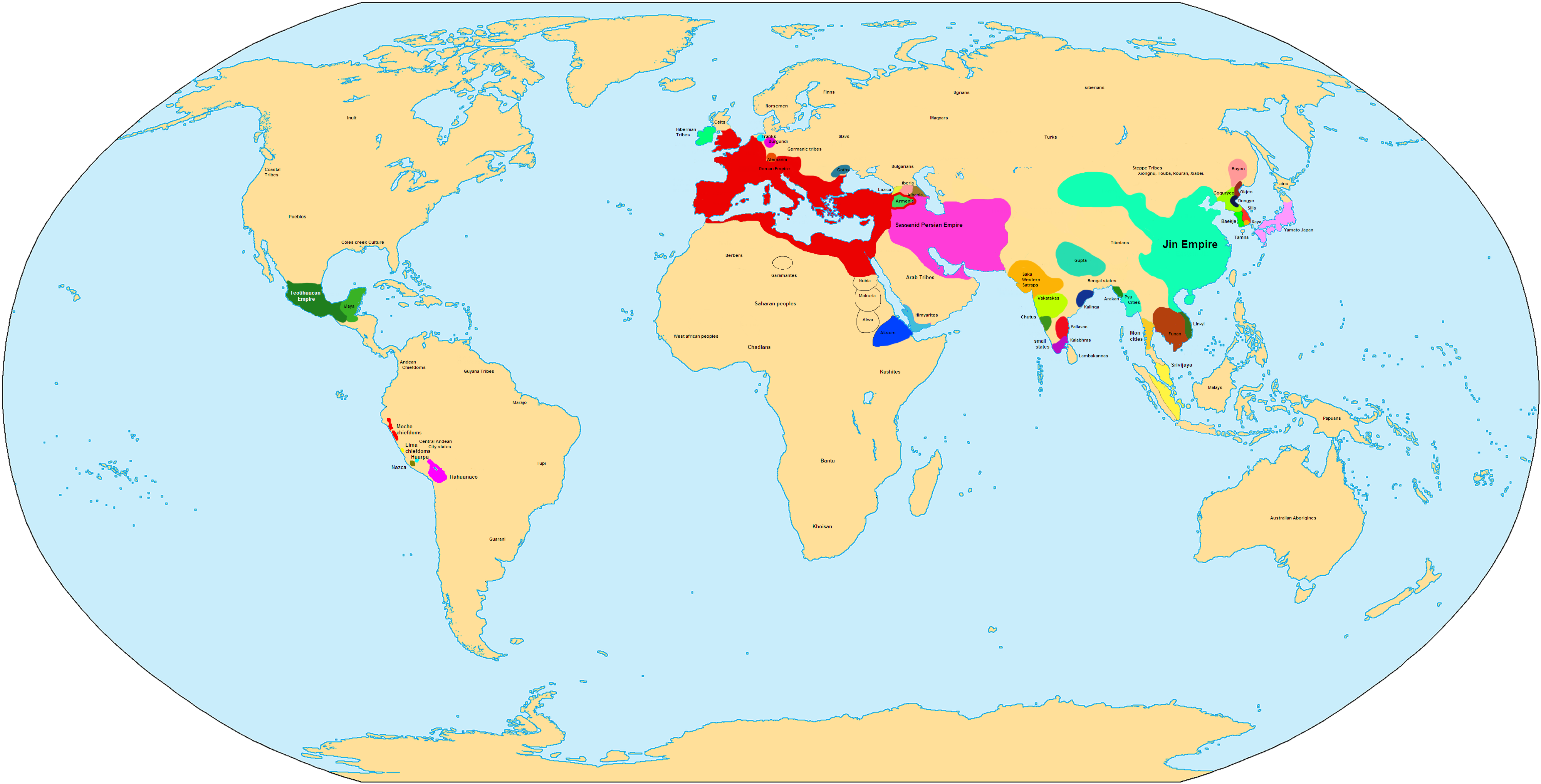
300年的世界

  - 308年，八姓入闽。匈奴大單于劉淵稱帝，遷都平陽（今山西臨汾）。
  - 311年，匈奴攻陷洛陽，史稱永嘉之亂。
  - 313年，祖逖開始北伐。
  - 313年，罗马帝国君士坦丁一世发布米兰敕令。
  - 316年，西晉滅亡。
  - 317年，司馬睿在建康稱晉王，重建晉朝（東晉）。
  - 320年，旃陀羅笈多一世建立笈多王朝。
  - 330年，羅馬帝国皇帝君士坦丁一世在拜占庭定都君士坦丁堡(現今土耳其首都伊斯坦堡)。
  - 364年，罗马帝国将美索不达米亚放弃给波斯。
  - 376年，羅馬帝國黑海西北岸地區爆發瑪律恰諾波利斯之戰。
  - 383年，淝水之战：东晋击退前秦的攻击。
  - 395年，羅馬帝國分裂為東羅馬帝國與西羅馬帝國。

- 天灾人祸

- 文化娱乐
  - 325年，羅馬禁止角斗士表演。
  - 366年，敦煌莫高窟第一個石窟開鑿。
  - 394年，狄奧多西一世废除奥运会。

- 社會與經濟

- 疾病与医学

- 环境与自然资源
  - 400年，居維象在厄瓜多尔滅絕
- 宗教與哲學
  - 304年，亚美尼亚接受基督教作为国教。
  - 306年，任命第一位Nisibis主教。
  - 313年，罗马康斯坦丁大帝发布米兰敕令，基督教在罗马帝国合法化。
  - 314年，Gregory the Illuminator成功地使亚美尼亚的Tiridates三世及高加索阿尔巴尼亚国王Urnayr接受基督教。
  - 325年，第一次尼西亞公會議，《尼西亞信經》被确定。
  - 327年，康斯坦丁大帝在临终前不久受洗；Nino成功地使格鲁吉亚国王伊比利亚的米立安三世接受基督教。
  - 328年，Frumentius到埃塞俄比亚传播福音。
  - 333年，埃塞俄比亚国王Ezana of Axum定基督教为官方宗教。
  - 334年，任命第一位Transoxiana的Merv主教。
  - 340年，Ulfilas开始在今罗马尼亚的哥特人中间工作。
  - 350年，2名年轻的基督徒在红海遭遇海难，成为埃塞俄比亚宫廷奴隶，得到自由传讲福音，他们的见证诞生了科普特教会。
  - 354年，西奥菲勒斯称在印度访问基督徒；Philostorgius提及在也门南面阿拉伯海的索科特拉岛上的基督徒团体。
  - 364年，老底嘉大公會議（Council of Laodicea）决定基督教教条和《圣经》的内容。
  - 364年，汪达尔人在皇帝Valens统治时期皈依基督教。
  - 370年，Ulfilas将圣经翻译成西哥特语，这是第一次专门为传教目的而翻译圣经。
  - 381年，第一次君士坦丁堡公會議，在君士坦丁堡舉行的第二次基督教大公會議。
  - 381年，罗马皇帝狄奥多西一世将基督教定为国教。
  - 382年，耶柔米受委托将圣经翻译成拉丁语。
  - 386年，奥古斯丁接受基督教。
  - 390年，景教传教士Abdyeshu(Abdisho)在巴林岛建造一座修道院。
  - 397年，Ninian向苏格兰的南皮克特人传福音。
  - 399年，法顯和尚從長安出發前往天竺。
  - 400年，Hayyan在波斯边境的Hirta接受基督教后，在也门开始传教。